# Tomoko Muramatsu
Tomoko Muramatsu (村松 智子, Muramatsu Tomoko, Setagaya, 23 oktober 1994) is een Japans voetbalster die als verdediger speelt bij Nippon TV Beleza.

## Carrière

### Clubcarrière
Muramatsu begon haar carrière in 2011 bij Nippon TV Beleza. Met deze club werd zij in 2015, 2016, 2017 en 2018 kampioen van Japan.

### Interlandcarrière
Muramatsu nam met het Japans nationale elftal O17 deel aan het WK onder 17 in 2010 en Japan behaalde zilver op het wereldkampioenschap.
Muramatsu maakte op 4 augustus 2015 haar debuut in het Japans vrouwenvoetbalelftal tijdens een wedstrijd tegen Zuid-Korea. Ze heeft vier interlands voor het Japanse elftal gespeeld.

## Statistieken
| Japans vrouwenvoetbalelftal | Japans vrouwenvoetbalelftal | Japans vrouwenvoetbalelftal |
| Jaar                        | Wed.                        | Dlp.                        |
| --------------------------- | --------------------------- | --------------------------- |
| 2015                        | 2                           | 0                           |
| 2016                        | 2                           | 0                           |
| Totaal                      | 4                           | 0                           |